# Underlöjtnant
Underlöjtnant är den lägsta officersgraden i vissa staters arméer. Den motsvaras i Sverige numera av fänrik. I Finland finns underlöjtnant kvar som den lägsta officersgraden i marinen, men inte i de andra försvarsgrenarna där den motsvaras av fänrik. 
Underlöjtnantsgradens motsvarighet i USA:s flotta är Ensign, i Tysklands flotta Leutnant och i Frankrikes flotta Enseigne de vaisseau de 2ème classe (tilltalas dock med lieutenant). Storbritanniens flotta saknar direkt motsvarighet. Där är den lägsta officersgraden Sub-Lieutenant vilket till rangen motsvarar löjtnant. 
I Sverige var underlöjtnant lägsta officersgrad 1835-1926, i stället för de tidigare graderna fänrik och kornett. Fänrik infördes åter 1914 med samma tjänsteställning som underlöjtnant, från 1926 med lägre tjänsteställning. I normalfallet utnämndes en från officersutbildning examinerad elev till fänrik, medan underlöjtnantsgraden erhölls först när officeren fick en befattning vid ett förband. Därav uttrycken: "fänrik i flottan" resp. "underlöjtnant vid flottan".
Underlöjtnantsgraden avskaffades i Sverige 1937.